# Cyperus filipes
Cyperus filipes är en halvgräsart som beskrevs av George Bentham. Cyperus filipes ingår i släktet papyrusar, och familjen halvgräs.
Artens utbredningsområde är New South Wales. Inga underarter finns listade i Catalogue of Life.